# 司空圖
司空 圖（しくう と、837年 - 908年）は、中国唐の官僚、詩人、文学評論家（詩論家）であり、字は表聖。河中府（現・山西省）出身。司空図とも表記される。
咸通10年の進士。その後は官位に就かず、王凝の幕僚になった。878年に光禄寺主簿となり、盧携と知り合った。盧携の朝廷入りと共に司空図も礼部員外郎・郎中を務めた。僖宗時代に黄巣の乱を避けるため、しばらく僖宗と共に鳳翔に逃げた後に離散となり、故郷の中条山に隠居した。昭宗の要請で再び官位に就いたが、すぐにやめた。朱温が後梁を立ち、哀帝を刺殺した消息を聞くと、絶食で餓死した。
朝鮮氏族の孝令司空氏の始祖でもある。朝鮮の伝説では黄巣の乱で新羅に一時避難したが、乱が平定されると中国に帰国した。新羅に残った家族の子孫が司空氏の系統を受け継いだ。

## 著作
- 司空表聖文集『一鳴集』10巻
- 二十四詩品
- 司空表聖詩集（後世編纂）